# シモン・ド・モンフォール

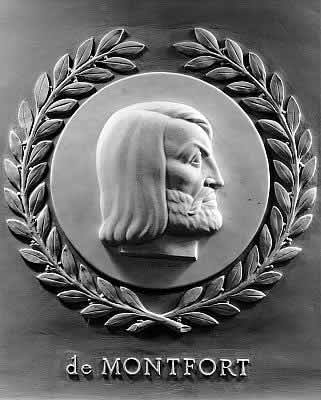
シモン・ド・モンフォール

シモン・ド・モンフォールの紋章

シモン・ド・モンフォール（Simon de Montfort, 6th Earl of Leicester, 1208年 - 1265年8月4日）は、中世イングランドの貴族（第6代レスター伯）。イングランドの議会制度の基礎を作り上げた人物として有名で、不当な権力に反抗する不屈の闘士として、イングランドでは英雄視されている。

## 生涯
シモンの父は北フランスの貴族でありアルビジョア十字軍で活躍した、彼と同名のシモン・ド・モンフォール (第5代レスター伯爵)である。
シモンはイングランドに渡って、祖母から受け継いだ権利によりレスター伯となった。はじめはヘンリー3世の寵臣として重用され、その妹エリナーを妻として与えられるほどであったが、1248年にフランスのガスコーニュにおける統治に失敗してヘンリー3世の信頼を失い、対立するようになる。
1258年4月、ヘンリー3世はシチリア遠征のための費用を賄うために、徴税について諸侯の同意を求めることを余儀なくされた。これを受けて、諸侯大会議においてシモンら7名の有力貴族らは、徴税への協力と引き換えに種々の改革を求めた。
翌年の1259年もシモンは改革を推進したが、王やグロスター伯リチャード・ド・クレアらの保守派の反撃にあい、1261年にはシモンは力を失いフランスへと退去した。しかし、シモンが帰国すると国内は動揺する。シモンは1264年5月のリュイスの戦いで国王派に圧勝し、ヘンリー3世らを捕らえることに成功した（第2次バロン戦争）。そして、イングランドの諸侯や騎士、都市の代表を集め、いわゆる「シモン・ド・モンフォールの議会」を召集し、国内の広い層からの支持を得ることに務めた。
しかしシモンの勢力は孤立を余儀なくされ王太子エドワードがこれに乗じて反撃、イーヴシャムの戦いで長男のヘンリーともども戦死した。レスター伯ならびに前年に創設されたチェスター伯の称号も剥奪されている。

## 家族
1238年1月7日、ヘンリー3世の妹エリナー・オブ・レスターと秘密結婚、下記の子女をもうけた。
- ヘンリー・ド・モンフォール（英語版）（1238年 – 1265年） - 五港長官、戦死
- シモン6世・ド・モンフォール（英語版）（1240年 – 1271年）
- アモーリー・ド・モンフォール（英語版）（1242年/1243年 – 1301年） - 聖職者
- ギー・ド・モンフォール（英語版）（1244年 – 1291年） - ノラ伯
- ジャンヌ・ド・モンフォール（夭折）
- リシャール・ド・モンフォール（1252年 – 1266年）
- エリナー・ド・モンフォール（英語版）（1258年 – 1282年） - ウェールズ公ルウェリン・アプ・グリフィズと結婚、子供あり

## 関連文献
- Davis, Henry William Carless (1911). "Montfort, Simon de" . In Chisholm, Hugh (ed.). Encyclopædia Britannica (英語). Vol. 18 (11th ed.). Cambridge University Press. pp. 781–782.

| 名誉職                           | 名誉職                         | 名誉職                          |
| -------------------------------- | ------------------------------ | ------------------------------- |
| 先代 レスター伯爵                | 大家令 1239年 – 1265年         | 次代 エドマンド・クラウチバック |
| イングランドの爵位               |                                |                                 |
| 先代 シモン4世・ド・モンフォール | レスター伯爵 1239年 – 1265年   | 剥奪                            |
| 爵位創設                         | チェスター伯爵 1264年 – 1265年 | 剥奪                            |